# Olivér Michl
Olivér Michl – węgierski kierowca wyścigowy.

## Życiorys
Karierę rozpoczynał od startów w kartingu. W 2019 roku uczestniczył m.in. w mistrzostwach Austrii, Niemiec i Europy Środkowej. W 2020 roku został członkiem zespołu Gender Racing Team i zadebiutował w wyścigach formuł. Michl zdobył wówczas mistrzostwo Węgier w Formule Renault oraz Formule 2000. Węgier zdobył ponadto mistrzostwo Austriackiej Formuły Renault 2.0, wygrywając sześć wyścigów.